# Pineta di Isernia
Pineta di Isernia este o arie protejată (arie specială de conservare — SAC, sit de importanță comunitară — SCI, arie de protecție specială avifaunistică — SPA) din Italia întinsă pe o suprafață de 32 ha, integral pe uscat.

## Localizare
Centrul sitului Pineta di Isernia este situat la coordonatele 41°35′16″N 14°14′51″E / 41.587778°N 14.2475°E.

## Înființare
Situl Pineta di Isernia a fost declarat sit de importanță comunitară în septembrie 1995 pentru a proteja 4 specii de animale. Alte tipuri de protecție:
- arie de protecție specială avifaunistică (în aprilie 2005)
- arie specială de conservare (în decembrie 2018)[2][3][4]

## Biodiversitate
Situată în ecoregiunea mediteraneană, aria protejată conține 2 habitate naturale: Păduri de Quercus ilex și Quercus rotundifolia, Pseudostepă cu ierburi și specii anuale de Thero-Brachypodietea.
La baza desemnării sitului se află mai multe specii protejate de  păsări (4): șerpar (Circaetus gallicus), gaia neagră (Milvus migrans), gaia roșie (Milvus milvus), viespar (Pernis apivorus)
Pe lângă speciile protejate, pe teritoriul sitului au mai fost identificate 2 specii de plante, 6 specii de mamifere.